# 文化宣伝省 (朝鮮民主主義人民共和国)
文化宣伝省（문화선전성 文化宣傳省）は、北朝鮮の廃止された内閣中央行政機関で、文化と芸術に関する事務及び国内外の世論調査、メディア、放送、宣伝と報道事務などを管轄していた。 1948年9月2日、内閣の発足とともに成立した。

## 歴史
- 1948年9月2日、文化宣伝省設置
- 1957年9月20日、文化宣伝省が廃止され、文化宣伝省の一部と文教省の一部を合わせて教育文化省が新設された。

## 歴代文化宣伝相、副相

### 歴代文化宣伝相
- 許貞淑 1948年9月2日 - 1957年9月20日

### 歴代文化宣伝省副相
- 奇石福 1948年9月2日 -
- 鄭尚進（鄭律） 1948年9月2日 -
- 趙一鳴 1948年9月2日 - 1953年8月
- 金午星 1948年9月2日 -
- 太成洙 1950年 - （労働新聞責任主筆兼職）
- 安漠 1948年9月2日 - 1953年
- 金剛 1955年4月 - 1956年8月
- 張河一 1956年8月 - 1957年8月2日（民主朝鮮主筆兼職）

### 歴代文化宣伝省第一副相
- 鄭尚進（鄭律） 1950年 - 1957年8月2日

## 傘下機関
- 労働新聞
- 民主朝鮮新聞
- 文化芸術学校
- 文化芸術幹部学校
- 国立民族芸術劇場
- 古典楽団
- 国立民族歌劇劇場
- 芸術局
- 文化芸術指導委員会
- 国立美術製作所
- 映画幹部学校
- 大衆芸術劇場
- 朝鮮文化協会
- 朝ソ文化協会
- 文化芸術人総委員会
- 国立図書館